# Penstemon gracilentus
Penstemon gracilentus är en grobladsväxtart som beskrevs av Asa Gray. Penstemon gracilentus ingår i släktet penstemoner, och familjen grobladsväxter. Inga underarter finns listade i Catalogue of Life.